# Morley (Michigan)
Morley é uma vila localizada no estado americano de Michigan, no Condado de Mecosta.

## Demografia
Segundo o censo americano de 2000, a sua população era de 495 habitantes.
Em 2006, foi estimada uma população de 492, um decréscimo de 3 (-0.6%).

## Geografia
De acordo com o United States Census Bureau tem uma área de
2,6 km², dos quais 2,4 km² cobertos por terra e 0,2 km² cobertos por água.

## Localidades na vizinhança
O diagrama seguinte representa as localidades num raio de 20 km ao redor de Morley.